# تشوي يونغ جاي
تشوي يونغ جاي ((هانغل: 최영재، من مواليد 17 سبتمبر 1996)) هو مغني «الصوت الرئيسي في الفرقة» وراقص كوري جنوبي، وعضو في فرقة غوت سفن الغنائية. يتحدث اللغة الكورية والإنجليزية واليابانية وهو عازف على البيانو. ساهم في تأليف الكثير من أغاني فرقته.

## مسيرته
في عام 2013 تدرب لمدة 7 أشهر فقط لدى شركة جي واي بي إنترتينمنت وترسم مع فرقة غوت سفن في عام 2014.

## اعماله

### مسلسلات
| عام  | عنوان            | الدور         | ملاحظة               | المراجع     |
| ---- | ---------------- | ------------- | -------------------- | ----------- |
| 2015 | فارس الأحلام     | نفسه          | مسلسل ويب            |             |
| 2021 | اوناير - عقد سري |               | ظهور خاص             | [ 2 ]       |
| 2021 | لا يستحق ذلك     | سام           |                      | [ 3 ] [ 4 ] |
| 2021 | الحب والرغبة     | كيم سيونغ-هيو | مسلسل ويب            | [ 5 ] [ 6 ] |
| 2024 | جرؤ على أن تحبني |               | ظهور خاص (الحلقة 16) |             |
| 2025 | التنافس الودي    | نام بيونغ جين |                      | [ 7 ]       |

## روابط خارجية
- تشوي يونغ جاي على موقع IMDb (الإنجليزية)
- تشوي يونغ جاي على موقع ميوزك برينز (الإنجليزية)
- تشوي يونغ جاي على موقع ديسكوغز (الإنجليزية)
- تشوي يونغ جاي على موقع قاعدة بيانات الفيلم (الإنجليزية)